# 30ste uitreiking van de Premios Goya
De 30ste uitreiking van de Premios Goya vond plaats in Madrid op 6 februari 2016. De ceremonie werd uitgezonden op TVE en werd gepresenteerd door Dani Rovira.

## Winnaars en genomineerden
| Beste film | Beste regisseur |
| --- | --- |
| - Truman - A cambio de nada - La novia - Nadie quiere la noche - A Perfect Day | - Cesc Gay — Truman - Paula Ortiz — La novia - Isabel Coixet — Nadie quiere la noche - Fernando León de Aranoa — A Perfect Day |
| Beste acteur | Beste actrice |
| - Ricardo Darín — Truman - Pedro Casablanc — B, la película - Luis Tosar — El desconocido - Asier Etxeandia — La novia | - Natalia de Molina — Techo y comida - Inma Cuesta — La novia - Penélope Cruz — Ma ma - Juliette Binoche — Nadie quiere la noche |
| Beste mannelijke bijrol | Beste vrouwelijke bijrol |
| - Javier Cámara — Truman - Felipe García Vélez — A cambio de nada - Manolo Solo — B, la película - Tim Robbins — A Perfect Day | - Luisa Gavasa — La novia - Elvira Mínguez — El desconocido - Marian Álvarez — Felices 140 - Nora Navas — Felices 140 |
| Beste debuterend acteur | Beste debuterend actrice |
| - Miguel Herrán — A cambio de nada - Manuel Burque — Requisitos para ser una persona normal - Fernando Colomo — Isla bonita - Álex García Fernández — La novia | - Irene Escolar — Un otoño sin Berlín - Antonia Guzmán — A cambio de nada - Iraia Elias — Amama - Yordanka Ariosa — El rey de La Habana |
| Beste origineel scenario | Beste bewerkt scenario |
| - Truman — Cesc Gay, Tomàs Aragay - A cambio de nada — Daniel Guzmán - El desconocido — Alberto Marini - Negociador — Borja Cobeaga | - A Perfect Day — Fernando León de Aranoa - B, la película — David Ilundain - El rey de la Habana — Agustí Villaronga - La novia — Javier García Arredondo, Paula Ortiz |
| Beste Ibero-Amerikaanse film | Beste Europese film |
| - El Clan — Argentinië - La once — Chili - Magallanes — Peru - Vestido de novia — Cuba | - Mustang — Deniz Gamze Ergüven - Sur le chemin de l'école — Pascal Plisson - Leviathan — Andréi Zviáguintsev - Macbeth — Justin Kurzel |
| Beste debuterend regisseur | Beste animatiefilm |
| - Daniel Guzmán — A cambio de nada - Dani de la Torre — El desconocido - Leticia Dolera — Requisitos para ser una persona normal - Juan Miguel del Castillo — Techo y comida                                                                                            | - Atrapa la bandera - Meñique - Noche ¿de paz? - Yoko eta Lagunak |
| Beste camerawerk | Beste montage |
| - La novia — Miguel Ángel Amoedo - El rey de La Habana — Josep María Civit - Nadie quiere la noche — Jean Claude Larrieu - A Perfect Day — Álex Catalán | - El desconocido — Jorge Coira - Requisitos para ser una persona normal — David Gallart - Truman — Pablo Barbieri - A Perfect Day — Nacho Ruiz Capillas |
| Beste artdirector | Beste productiemanager |
| - Palmeras en la nieve — Antón Laguna - La novia — Jesús Bosqued Maté, Pilar Quintana - Mi gran noche — Arturo García, José Luis Arrizabalaga - Nadie quiere la noche — Alain Bainée                                                                                    | - Nadie quiere la noche — Andrés Santana, Marta Miró - El desconocido — Carla Pérez de Albéniz - Palmeras en la nieve — Toni Novella - A Perfect Day — Luis Fernández Lago |
| Beste geluid | Beste speciale effecten |
| - El desconocido — David Machado, Jaime Fernández, Nacho Arenas - Anacleto, agente secreto — Marc Orts, Oriol Tarragó, Sergio Bürmann - La novia — Clemens Grulich, César Molina, Nacho Arenas - Mi gran noche — David Rodríguez, Nicolás de Poulpiquet, Sergio Bürmann | - Anacleto, agente secreto — Lluís Castells, Lluis Rivera - El desconocido — Isidro Jiménez, Pau Costa - Mi gran noche — Curro Muñoz, Juan Ramón Molina - Tiempo sin aire — Curro Muñoz, Reyes Abades                                                                                      |
| Beste kostuums | Beste grime en haarstijl |
| - Nadie quiere la noche — Clara Bilbao - Mi gran noche — Paola Torres - Palmeras en la nieve — Loles García Galeán - A Perfect Day — Fernando García | - Nadie quiere la noche — Pablo Perona, Paco Rodríguez H., Sylvie Imbert - La novia — Esther Guillem, Pilar Guillem - Ma ma — Ana Lozano, Fito Dellibarda, Massimo Gattabrusi - Palmeras en la nieve — Alicia López, Karmele Soler, Manolo García, Pedro de Diego                          |
| Beste filmmuziek | Beste origineel nummer |
| - Nadie quiere la noche — Lucas Vidal - El teatro del más allá — Santi Vega - La novia — Shigueru Umebayashi - Ma ma — Alberto Iglesias | - Palmeras en la nieve — Lucas Vidal, Pablo Alborán ("Palmeras en la nieve") - Matar el tiempo — Luis Ivars ("Cómo me mata el tiempo") - El país del miedo — Antonio Meliveo ("So Far and Yet So Close") - Techo y comida — Quiñones Perulero, Miguel Caravante Manzano ("Techo y comida") |
| Beste korte film | Beste korte animatiefilm |
| - El corredor — José Luis Montesinos - Cordelias — Gracia Querejeta - El Trueno Rojo — Álvaro Ron - Inside the Box — David Martín-Porras - Os meninos do rio — Javier Macipe                                                                                            | - Alike — Daniel Martínez Lara, Rafael Cano Méndez - Honorio. Dos minutos de sol — Francosca Ramírez Villaverde, Francisco Gisbert Picó - La noche del océano — María Lorenzo Hernández - Víctimas de Guernica — Ferrán Caum                                                               |
| Beste documentaire | Beste korte documentaire |
| - Sueños de sal - Chicas nuevas 24 horas - I Am Your Father - The Propaganda Game | - Hijos de la Tierra — Álex O’Mill Tubau, Patxi Uriz Domezáin - Regreso a la Alcarria — Tomás Cimadevilla - Ventanas — Pilar García Elegido - Viento de atunes — Alfonso O'Donnell |
| Ere-Goya | |
| Mariano Ozores | |

## Prijzen per film
| Film                                   | Nominaties | Prijzen |
| -------------------------------------- | ---------- | ------- |
| La novia                               | 12         | 2       |
| Nadie quiere la noche                  | 9          | 4       |
| A Perfect Day                          | 8          | 1       |
| El desconocido                         | 8          | 2       |
| Truman                                 | 6          | 5       |
| A cambio de nada                       | 6          | 2       |
| Palmeras en la nieve                   | 5          | 2       |
| Mi gran noche                          | 4          | 0       |
| B, la película                         | 3          | 0       |
| Techo y comida                         | 3          | 1       |
| Ma ma                                  | 3          | 0       |
| Requisitos para ser una persona normal | 3          | 0       |
| El rey de la Habana                    | 3          | 0       |
| Felices 140                            | 2          | 0       |
| Anacleto, agente secreto               | 2          | 1       |